# Deshaun Thomas
Deshaun Leroy Thomas (Fort Wayne, Indiana, 29 de agosto de 1991), es un jugador de baloncesto estadounidense que actualmente se encuentra sin equipo. Con 2,03 metros de estatura, juega en el puesto de alero.

## Trayectoria deportiva

### Universidad
Thomas asiste durante 3 años a la universidad de Universidad Estatal de Ohio, donde tiene unos promedios de 14.4 puntos, 4.9 rebotes y 1 asistencia. En verano de 2013 se declara elegible para el draft de la NBA. Fue elegido en el puesto 58 por San Antonio Spurs.

### Profesional
Tras no asegurarse un contrato en la NBA decidió poner rumbo a Europa, donde recibió ofertas de Türk Telekom B.K., KK Partizan, JSF Nanterre y Virtus Roma. Finalmente se decanta por la oferta del JSF Nanterre. En su primera temporada en Europa promedia 12.4 puntos, 3.8 asistencias y 3.3 rebotes. Eso provoca el interés de equipos como Sidigas Avellino, FC Barcelona y BC Donetsk. Tras varios rumores, el 30 de agosto de 2014 firma con el FC Barcelona.
El 28 de septiembre de 2015 firmó un contrato con los San Antonio Spurs. El 21 de octubre de 2015 a pocos días para el comienzo de la temporada 2015-2016 de la NBA, fue descartado por los Spurs después de disputar dos partidos en la pretemporada.
El 10 de agosto de 2021, firma por el Bayern de Múnich de la Basketball Bundesliga.
El 19 de julio de 2023, firma por el Joventut de Badalona de la ACB de España y la Eurocup.
El 4 de enero de 2024, rescinde su contrato como jugador del Joventut de Badalona.
El 7 de enero de 2024, firma con el ASVEL Lyon-Villeurbanne.